# Aktionär

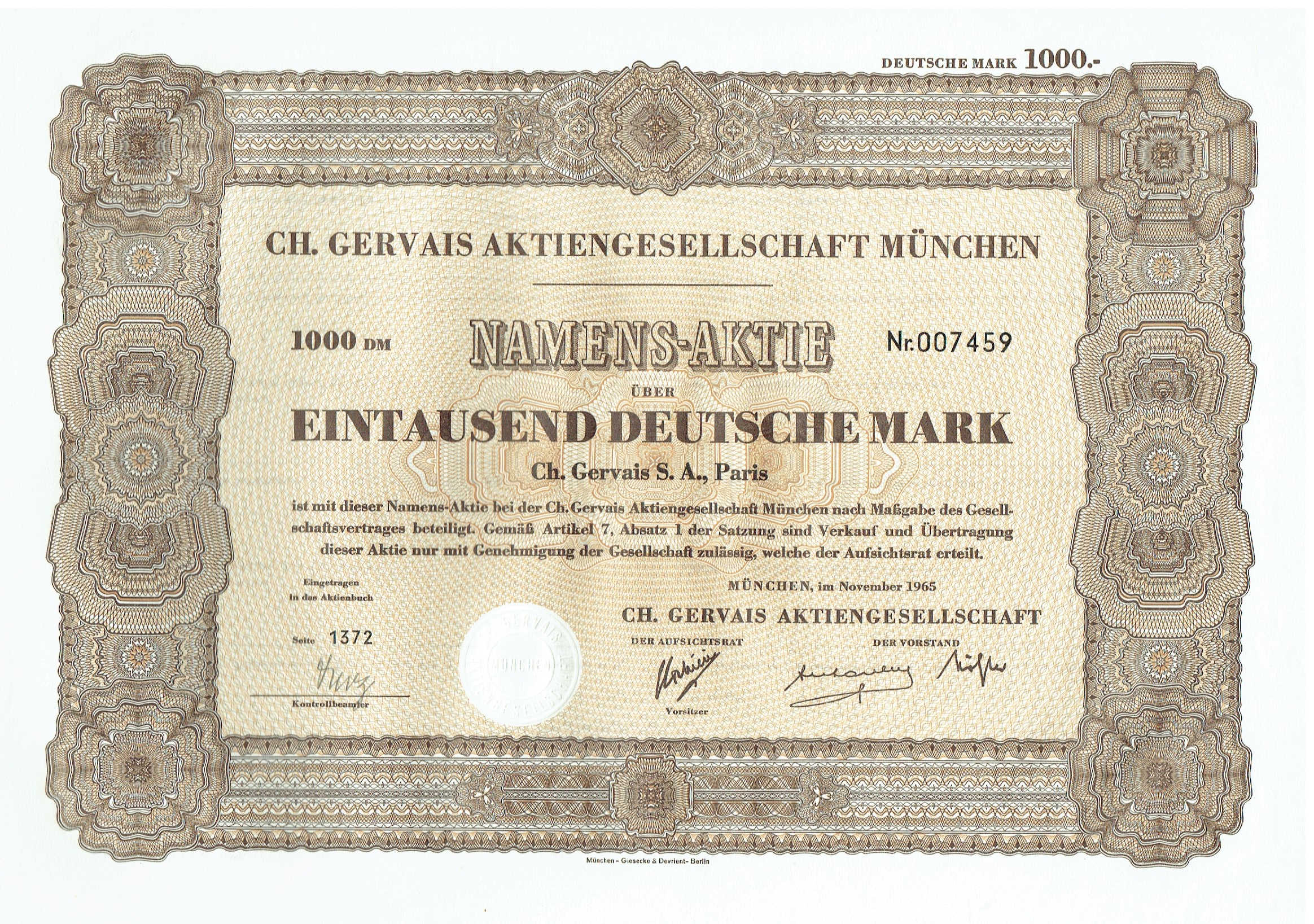
Namensaktie der deutschen Tochterfirma Ch. Gervais AG von 1965, ausgestellt auf die Mutterfirma Ch. Gervais S. A. als juristische Person

Der Aktionär, auch Anteilseigner (englisch Shareholder) ist der Inhaber eines in einer Aktie verbrieften Anteils am Grundkapital einer Aktiengesellschaft oder Kommanditgesellschaft auf Aktien („Kommandit-Aktionär“) und damit mitgliedschaftlich an ihr beteiligt. Die Stellung als Aktionär kann durch die Gründung einer Aktiengesellschaft oder durch Teilnahme an einer ordentlichen Kapitalerhöhung (originärer Erwerb) am Primärmarkt oder durch Kauf am Sekundärmarkt bzw. durch Erbgang (derivativer Erwerb) erlangt werden. Aktionäre können sowohl natürliche als auch juristische Personen sein. Die Shareholder gehören zu den internen Stakeholdern eines Unternehmens.

## Rechte und Pflichten des Aktionärs
Das Grundkapital der AG ist nach § 1 Abs. 2 AktG in Aktien zerlegt. Die Aktie ist ein Wertpapier, in welchem die Rechte und Pflichten des Aktionärs verbrieft sind. 

### Allgemeine Mitgliedschaftsrechte
Die Mitgliedschaftsrechte des Aktionärs werden in Verwaltungsrechte (Herrschaftsrechte) und Vermögensrechte unterteilt. Zu den Verwaltungsrechten zählen
- das Recht auf Teilnahme an der Hauptversammlung,
- das Auskunftsrecht (§ 131 AktG) und
- das Recht zur Anfechtung von Hauptversammlungsbeschlüssen (§ 243 AktG).

Demgegenüber werden unter den Begriff der Vermögensrechte gefasst
- der Anspruch auf den Anteil am Bilanzgewinn (sog. Dividende, § 58 Abs. 4, § 60 AktG),
- das Bezugsrecht bei einer Bezugsrechtsemission (§ 186 Abs. 1, § 211 AktG),
- der Rückzahlungsanspruch bei einer Kapitalherabsetzung (§ 225 Abs. 2 AktG),
- der Anspruch auf Beteiligung am Liquidationserlös (§ 271 AktG) und
- verschiedene Ausgleichs-, Umtausch und Abfindungsansprüche im Umwandlungs- und Konzernrecht (u. a. § 304, § 305, § 320 AktG, § 15, § 29 Umwandlungsgesetz).

### Klagerechte
Das deutsche Aktienrecht ist von der Eigenart geprägt, dass der Aktionär zwar die Möglichkeit hat, Anfechtungs- oder Nichtigkeitsklage gegen Beschlüsse der Hauptversammlung zu erheben, er grundsätzlich aber keine Leistungs- und Schadensersatzansprüche gegen seine Mitaktionäre und die Mitglieder des Vorstands und Aufsichtsrats hat. Diese restriktive Einstellung gegenüber Klagerechten der Aktionäre beruht zum einen auf dem Gedanken, dass Aktionäre und Organmitglieder nur mit der Gesellschaft in Rechtsbeziehung stehen. Aktionäre sollen ihre Rechte nicht einzeln, sondern in der Hauptversammlung ausüben (vgl. § 118 Abs. 1 AktG). Darüber hinaus sollte die Entscheidungsfreude und Eigenverantwortlichkeit der Vorstands- und Aufsichtsratsmitglieder nicht durch eine allzu leichte Haftung gegenüber den Aktionären gefährdet werden. Im Gesetz sind – abgesehen von Anfechtungs- und Nichtigkeitsklage – nur wenige Klagerechte für Aktionäre installiert worden:
- § 304, § 305 AktG: Ansprüche zwischen Aktionären bei Bestehen eines Beherrschungs- und Gewinnabführungsvertrags
- § 117 Abs. 1 S. 2, Abs. 2 AktG: Ansprüche der Aktionäre bei vorsätzlicher Benutzung des Einflusses auf die Gesellschaft
- § 310 i. V. m. § 309 Abs. 4 AktG: durch Aktionär geltend gemachter Anspruch der Gesellschaft gegen Verwaltungsmitglieder bei Bestehen eines Beherrschungsvertrags
- § 318 i. V. m. § 317 Abs. 1 S. 2 AktG: Ansprüche der Aktionäre bei faktischer Konzernierung
- § 323 Abs. 1 AktG: durch Aktionär geltend gemachter Anspruch der Gesellschaft gegen Verwaltungsmitglieder bei einer Eingliederung

Abgesehen von diesen Einzelansprüchen können Unterlassungs- und Beseitigungsklagen von einem Aktionär nur ausnahmsweise erhoben werden, nämlich dann, wenn die Gesellschaftsorgane über das durch Gesetz oder Satzung gedeckte Maß hinaus die Mitgliedschaftsrechte des Aktionärs beeinträchtigen. Verpflichtungsklagen, die das Ziel haben, den Vorstand oder Aufsichtsrat zu bestimmten Entscheidungen oder Handlungen zu zwingen, sind grundsätzlich unzulässig, da sie die Unabhängigkeit der Leitungsorgane gefährden würden. Schadensersatzklagen gegen pflichtwidrig handelnde Organmitglieder sind der Gesellschaft vorbehalten. Der Vorstand macht Schadensersatzansprüche gegen Aufsichtsratsmitglieder geltend, der Aufsichtsrat Schadensersatzansprüche gegen den Vorstand. Daneben haben die Aktionäre unter den engen Voraussetzungen des § 147 AktG die Möglichkeit, ein Klageerzwingungsverfahren einzuleiten.

### Treuepflicht
Die Treuepflicht bezeichnet ganz allgemein die Rücksichtnahme- und Loyalitätspflichten der Beteiligten an einer Gesellschaft. Vertikale Treuepflichten, also solche zwischen der Gesellschaft und dem einzelnen Aktionär, sind von der Rechtsprechung schon seit langem anerkannt. Dagegen wurde die Existenz horizontaler Treuepflichten, d. h. Treuepflichten zwischen den Aktionären, erst spät bejaht. In der 1976 gefällten Entscheidung „Audi/NSU“ wurden diese vom Bundesgerichtshof (BGH) noch mit der Begründung verneint, allein die gemeinsame Zugehörigkeit zu einer Aktiengesellschaft begründe für sich allein keine gegenseitigen Rechtsbeziehungen, aus denen sich eine Haftung herleiten ließe. Eine Kehrtwende erfolgte im Jahre 1988 mit der „Linotype“-Entscheidung, in der zumindest eine Treuepflicht des Mehrheitsaktionärs gegenüber den Minderheitsaktionären anerkannt wurde. Vollends anerkannt sind horizontale Treuepflichten seit der „Girmes“-Entscheidung aus dem Jahre 1995, in der der BGH auch dem Minderheitsgesellschafter Treuebindungen gegenüber der Mehrheit auferlegte.

## Hauptversammlung
Die Aktionäre üben ihre Rechte in den Angelegenheiten der Gesellschaft grundsätzlich in der Hauptversammlung aus (§ 118 Abs. 1 AktG). In der Hauptversammlung gewährt jede Stammaktie (im Gegensatz zur Vorzugsaktie) ein Stimmrecht. Die Hauptversammlung (CH: Generalversammlung) wählt mit dem Aufsichtsrat (CH: Verwaltungsrat) ein Überwachungs- und Beratungsgremium, welches die Mitglieder des Vorstands bestellt. Der Vorstand hat der Hauptversammlung zudem (ohne entsprechende Abstimmung) den Jahresabschluss, den Lagebericht und den Bericht des Aufsichtsrates vorzulegen. Zu den Kompetenzen der Hauptversammlung gehört es, Vorstand und Aufsichtsrat durch Beschluss die Entlastung zu erteilen. Weitere jährlich zu fassende Hauptversammlungsbeschlüsse sind die Abstimmung zum Gewinnverwendungsvorschlag von Vorstand und Aufsichtsrat sowie die Wahl bzw. Wiederwahl des Abschlussprüfers der Gesellschaft.

## Dividendenausschüttung
Wird ein Unternehmensgewinn erwirtschaftet, kann den Aktionären eine Dividende ausgeschüttet werden. Der Gewinnanteil des Aktionärs bestimmt sich dabei nach der Größe seines Anteils am Grundkapital der Gesellschaft.
Basis für die Bemessung der auszuschüttenden Dividendensumme ist in der Regel der in einem Geschäftsjahr erwirtschaftete Gewinn, wobei aber auch der Liquiditätsbedarf in den Folgeperioden aufgrund der strategischen Unternehmensplanung mit berücksichtigt wird. Statt einer Dividendenausschüttung kann der Gewinn auch zur Selbstfinanzierung des weiteren Unternehmenswachstums verwendet werden. Steigt dann der Unternehmenswert profitieren die Aktionäre von einem Kapitalgewinn durch Kurssteigerung der Aktie.
Die Rechte und die Anliegen der Aktionäre an der Hauptversammlung können auch durch einen Vertreter – eine Person eigener Wahl, eine Depotbank oder eine Aktionärsvereinigung – in der Hauptversammlung geltend gemacht werden.

## Arten von Aktionären
Nach dem Aktiengesetz sind alle Inhaber von Aktien einer Gattung gleich zu behandeln. Dennoch können Aktionäre nach der Größe ihres Anteils am Grundkapital sowie nach dem Zweck ihres Aktienerwerbs unterschieden werden:
Unter dem Hauptaktionär versteht man den Aktionär, der das größte Aktienpaket an einer Aktiengesellschaft hält.
Ein Großaktionär ist ein Aktionär, der auf Grund eines relativ großen Anteilsbesitzes einen merklichen Einfluss auf das Unternehmen ausüben kann.
Ein Kleinaktionär ist ein Aktionär, der nur einen relativ geringen Anteil am Unternehmen besitzt und trotz nominell gleicher Rechte im Gegensatz zum Großaktionär kaum Einfluss auf das Unternehmen hat. Der Zusammenschluss in Aktionärsvereinigungen wirkt diesem Nachteil entgegen. Während des Aktienbooms Ende der 1990er Jahre nahm die Zahl der Kleinaktionäre weltweit rapide zu, um dann während der nachfolgenden Baisse wieder zurückzugehen (siehe Aktionärsquote).
Ein Belegschaftsaktionär ist ein Arbeitnehmer, der Aktien des ihn beschäftigenden Unternehmens hält.
Stimmrechtsaktionäre sind eine Besonderheit des Schweizerischen Aktienrechtes. Der Grundsatz der Proportionalität von Aktienkapital und Stimmrecht wird dabei durchbrochen. Bei Stimmrechtsaktien kommt einer Aktie ein proportional
zu ihrem Nennwert bzw. Kapitalanteil höheres Stimmrecht zu als anderen Aktien. Sie sind also hinsichtlich des Stimmrechts gegenüber den übrigen Aktien, den so genannten Stammaktien, privilegiert. Das höhere Stimmrecht ist allerdings auf einen Faktor 10 beschränkt (Art. 693 OR).
Als Ankeraktionäre bezeichnet man verlässlich, maßgeblich und langfristig engagierte Aktionäre.
Altaktionäre sind, vor allem bei Kapitalerhöhungen, die bisherigen Aktionäre einer Aktiengesellschaft. Der Begriff wird unter anderem bei einem Börsengang wie etwa bei Kapitalerhöhungen verwendet, um sie von den neuen Aktionären junger Aktien zu unterscheiden.

## Situation in Deutschland
In der Bundesrepublik Deutschland wurde mehrfach bei der Privatisierung von Staatsunternehmen versucht, die Verbreitung von Aktien in der Bevölkerung zu erhöhen (beispielsweise Preussag, VEBA, Volkswagen, Deutsche Telekom und Deutsche Post) (siehe Volksaktie).
Die Privatisierung der Telekom ab 1996 war in dieser Hinsicht zunächst relativ erfolgreich, dies traf mit dem Aufschwung der New Economy zusammen.
In dieser Zeit wurden allerdings bei den Kleinaktionären falsche Erwartungen geweckt, was die Sicherheit ihrer Kapitalanlage in Aktien anbetraf. Nach dem Zusammenbruch der New Economy und dem Absturz der Aktienkurse haben sich viele Börsenneulinge wieder zurückgezogen.
Die Zahl der direkten Aktionäre ist laut Deutsches Aktieninstitut (DAI) in den letzten Jahren wieder gestiegen vom zweiten Halbjahr 2010 mit nur 3,4 Millionen auf 4,9 Millionen im Jahr 2017.